# 芜湖三山经济开发区
芜湖三山经济开发区是安徽省级工业园区，现管理行政区域原名三山区，三山区是中国安徽省芜湖市曾經設置的市辖区。
2006年2月9日，经国务院批准，由芜湖市人民政府设立，将芜湖市繁昌县的原三山镇、峨桥镇划归三山区管辖，同年设立三山街道、保定街道、龙湖街道、峨桥镇，区政府驻三山街道三华路。2010年经安徽省民政部批准，将繁昌县新港镇高安地区划归三山区，设立高安街道，由安徽芜湖长江大桥经济开发区代管。
2018年7月26日，经安徽省政府批准，安徽芜湖三山经济开发区整体并入安徽芜湖长江大桥经济开发区，使用安徽芜湖三山经济开发区名称，加挂“芜湖承接产业转移集中示范园区”牌子。
2020年7月6日，三山區，弋江区合并成立新的弋江区。同年9月1日，芜湖市政府宣布原三山区行政区域委托安徽芜湖三山经济开发区管理。